# Fleet Foxes
Fleet Foxes er et amerikansk indie-folkband, der blev dannet i Seattle, Washington i 2006. Det består af Robin Pecknold (vokal, guitar), Skyler Skjelset (guitar, mandolin, baggrundsvokal), Casey Wescott (keyboard, mandolin, baggrundsvokal), Christian Wargo (bas, guitar, baggrundsvokal), and Morgan Henderson (kontrabas, guitar, træblæsere, violin, percussion, saxofon).
Debutalbummet Fleet Foxes blev godt modtaget af anmeldere og flere musikmagasiner udnævnte det til årets album.
Et par måneder før debutalbummet kom på gaden i juni 2008, udsendte Fleet Foxes EP'en "Sun Giant EP".
Fleet Foxes har blandt andet optrådt på Roskilde Festivalen i 2009.

## Diskografi

### Studiealbum
- Fleet Foxes (2008)
- Helplessness Blues (2011)
- Crack-Up (2017)
- Shore (2020)

### Livealbum
- A Very Lonely Solstice (2021)

### EP'er
- The Fleet Foxes (2006)
- Sun Giant (2008)

### Opsamlingsalbums
- First Collection 2006–2009 (2018)